# Friedrich Guggenberger
Friedrich Guggenberger (Munique, 6 de março de 1915 — Erlenbach am Main, 13 de maio de 1988) foi um comandante de U-Boot que serviu na Kriegsmarine durante a Segunda Guerra Mundial.

## U-513 e prisão
Guggenberger incursionou pelo Mar Mediterrâneo comandando o submarino U-81, tendo afundado alguns navios. Em 24 de dezembro de 1942 foi sucedido no comando do U-81 por Johann-Otto Krieg. Guggenberger foi condecorado com folhas de carvalho em sua Cruz de Cavaleiro da Cruz de Ferro em 8 de janeiro de 1943. Supervisionou o comissionamento do U-847, mas não zarpou com o submarino. Juntou-se então ao grupo do almirante Karl Dönitz durante três meses. Retornou ao mar em maio de 1943, comandando o U-513, efetuando com o mesmo apenas uma patrulha. Após afundar quatro navios e avariar outro, o U-513 foi afundado em 19 de julho de 1943 por bombas de profundidade de um avião Martin PBM Mariner dos Estados Unidos quando próximo à costa brasileira em São Francisco do Sul. Guggenberger foi um dos únicos sete sobreviventes. Gravemente ferido, ele e os outros seis sobreviventes passaram um dia a bordo de uma baleeira, antes de serem resgatados por um navio dos Estados Unidos. Guggenberger foi operado e hospitalizado durante algum tempo, antes de ser transferido a Fort Hunt em 25 de setembro de 1943, e depois para o campo de prisioneiros de Crossville (Tennessee) alguns dias depois.
Em julho de 2011 o U-513 foi localizado pela Família Schürmann, após dois anos de investigação e posterior busca.

### Familiares
O Capitão Guggenberger era sobrinho de Hans Guggenberger, alemão que se estabeleceu no município de Ponta Grossa, no Paraná, e viveu durante muito tempo no Brasil. A família de Hans até hoje se mantém no país. Hans, também retornou para a Alemanha para lutar durante a Segunda Guerra Mundial.